# Eunidia cyanoptera
Eunidia cyanoptera är en skalbaggsart som beskrevs av Aurivillius 1910. Eunidia cyanoptera ingår i släktet Eunidia och familjen långhorningar.
Artens utbredningsområde är Kenya. Inga underarter finns listade i Catalogue of Life.